# GDR Monsanto
Der GDR Monsanto ist ein portugiesischer Fußballverein aus der Freguesia Monsanto (Distrikt Santarém). Er wurde 1976 gegründet.
Der Verein stieg 2008 als Meister in die II Divisão B auf. Nach Abstieg 2010 gelang im darauffolgenden Jahr der Wiederaufstieg in die II Divisão. Heimstadion ist der Campo do Pião. In der II Divisão trägt der Verein seine Heimspiele Estádio Joaquim Maria Batista in der Kreisstadt Alcanena aus.